# Terra Indígena Pankararu
A Terra Indígena Pankararu, ou Reserva Indígena Pankararu, é uma terra indígena localizada no centro-oeste do estado brasileiro da Bahia. Ocupa uma área de mil hectares no município de Muquém do São Francisco. As terras são habitadas por indígenas da etnia pankararus e ainda não foram homologadas.